# Lena Ladig
Lena Ladig (* 28. April 1994 als Lena Kaufmann) ist eine deutsche Schauspielerin.

## Leben
Ladig wohnt in der Nähe von Weimar. 2011–2013 spielte sie in der Kinder- und Jugendserie Schloss Einstein die Johanna „Jo“ Hoffmann.
Sie hatte bereits 2010 am Schloss Einstein-Casting teilgenommen. Dort wurde sie für die Rolle der Mary gecastet und schaffte es bis in die Finalrunde. Nach einem erneuten Casting wurde sie für die Rolle der Johanna besetzt. Diese verkörperte sie von Folge 668 bis Folge 792.

## Filmografie
- 2011–2013: Schloss Einstein (Serie; als Johanna „Jo“ Hoffmann)
- 2011: KiKA Live Schloss Einstein Backstage
- 2012: Heiter bis tödlich: Akte Ex (Serie; Folge 2 als Franzi Schörger)
- 2014: KiKA Live (Ausstrahlung am 20. Februar 2014)
- 2014: Nur
- 2014: True